# Eupatagus
Famille
Genre
Eupatagus est un genre d'oursins, le seul de la famille des Eupatagidae, au sein de l'ordre des Spatangoida.

## Description et caractéristiques
Ce sont des oursins irréguliers dont la bouche et l'anus se sont déplacés de leurs pôles pour former un « avant » et un « arrière ». La bouche se situe donc dans le premier quart de la face orale, et l'anus se trouve à l'opposé, tourné vers l'arrière. La coquille (appelée « test ») s'est également allongée dans ce sens antéro-postérieur.
Le disque apical est ethmolytique, entouré de pétales formant des lignes arquées, s'effilant distalement, avec des zones perradiales séparant les colonnes de paires de pores plus larges que ces dernières.

Les pétales antérieurs ont des paires de pores réduites sur les colonnes antérieures adapicales.

La plaque labrale est allongée, en forme de cale ; elle s'étend vers l'arrière de la seconde plaque ambulacraire ou après.

Les plaques sternales sont courtes et triangulaires.

Les plaques épisternales sont opposées, et fortement indentées vers l'arrière ; la 6e plaque ambulacraire est allongée latéralement et s'indente dans l'ambulacre postérieur.

La première paire de plaques post-épisternales forme également des paires symétriques opposées.

Le fasciole subanal est typiquement développe, en forme d'écu.
Cette famille semble être apparue à l'Éocène.

## Liste des genres
Selon World Register of Marine Species (9 juin 2014) :
- genre Eupatagus L. Agassiz, in Agassiz & Desor, 1847

- - Eupatagus alabamensis Cooke, 1942
  - Eupatagus alatus Arnold & H. L. Clark, 1927
  - Eupatagus attenuatus Arnold & H. L. Clark, 1927
  - Eupatagus avilensis Sánchez Roig, 1951
  - Eupatagus brevipetalum Sánchez Roig, 1951
  - Eupatagus brodermanni Sánchez Roig, 1953c
  - Eupatagus calistoides Sánchez Roig, 1953c
  - Eupatagus caobaense Sánchez Roig, 1952c
  - Eupatagus casanovai Sánchez Roig, 1953c
  - Eupatagus cordis Desio, 1929
  - Eupatagus curvus Cooke, 1942
  - Eupatagus defectus Arnold & H. L. Clark, 1927
  - Eupatagus dixie Cooke, 1942
  - Eupatagus flindersi Baker & Rowe, 1990
  - Eupatagus gadilhei Roman & Gorodiski, 1959
  - Eupatagus gardnerae Cooke, 1942
  - Eupatagus georgianus Cooke, 1942
  - Eupatagus haburiensis Khanna, 1967
  - Eupatagus herrerae Sánchez Roig, 1951
  - Eupatagus hildae Hawkins, in Arnold & H. L. Clark, 1927
  - Eupatagus hollisi Stockley, 1927
  - Eupatagus ingens Zachos, 1968
  - Eupatagus longipetalus Arnold & H. L. Clark, 1927
  - Eupatagus lymani (Lambert & Thiéry, 1924)
  - Eupatagus marianensis Nisiyama, 1968
  - Eupatagus mexicanus Jackson, 1937
  - Eupatagus micropetalus (H.L. Clark, 1917)
  - Eupatagus nipponicus Morishita, 1957
  - Eupatagus obscurus (A. Agassiz & H.L. Clark, 1907)
  - Eupatagus ocalanus Cooke, 1942
  - Eupatagus ornatus
  - Eupatagus pinarensis Sánchez Roig, 1953c
  - Eupatagus primus Cooke, 1942
  - Eupatagus rogasi Sánchez Roig, 1951
  - Eupatagus rubellus Mortensen, 1948
  - Eupatagus santanae Sánchez Roig, 1951
  - Eupatagus siboneyensis Weisbord, 1934
  - Eupatagus stevensi Grant & Hertlein, 1938b
  - Eupatagus turibacoensis Sánchez Roig, 1953c
  - Eupatagus valenciennesi L. Agassiz & Desor, 1847
  - Eupatagus venturillae Sánchez Roig, 1951
  - Eupatagus zanoletti Sánchez Roig, 1951

## Galerie

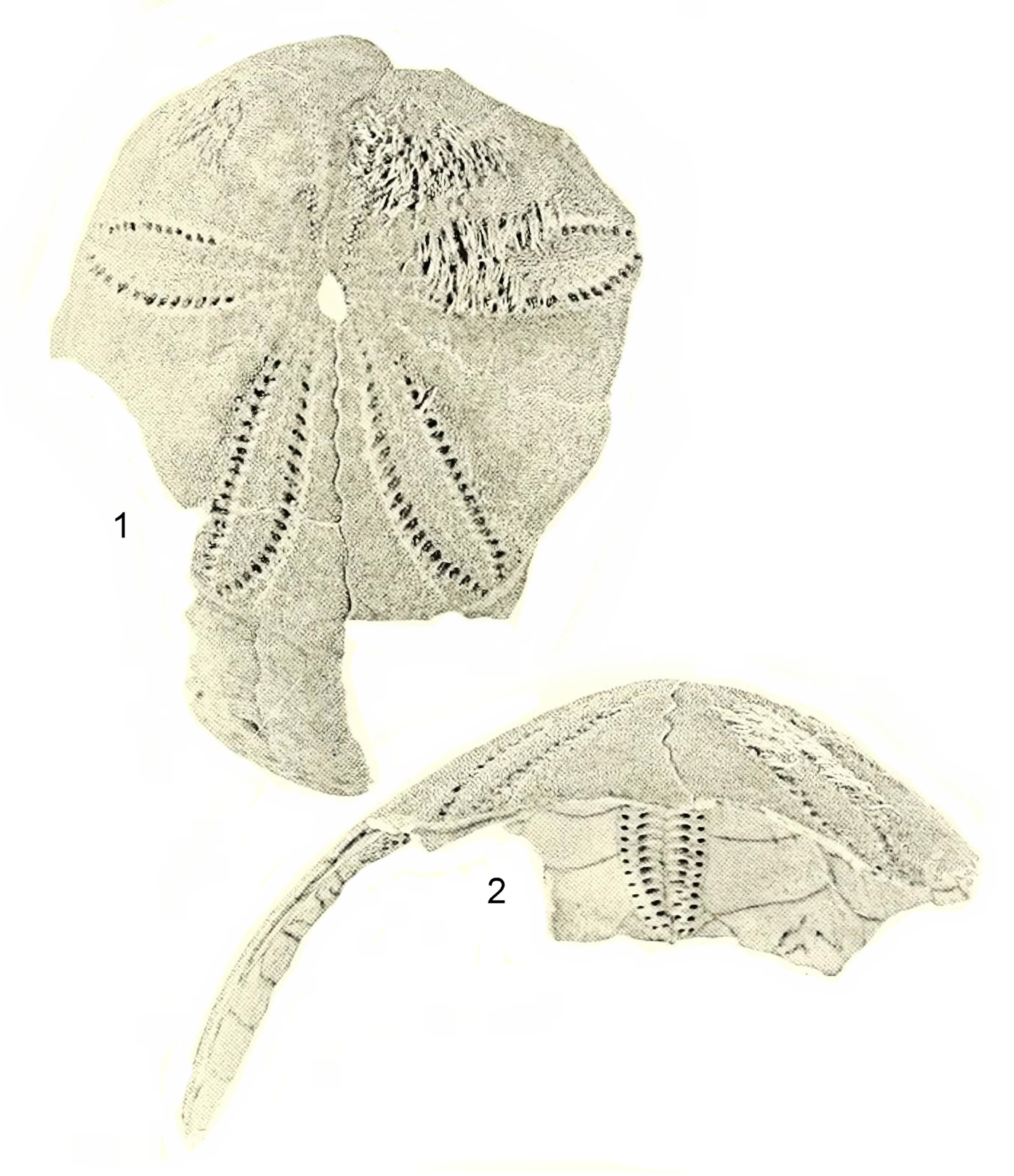
Eupatagus dyscritus.
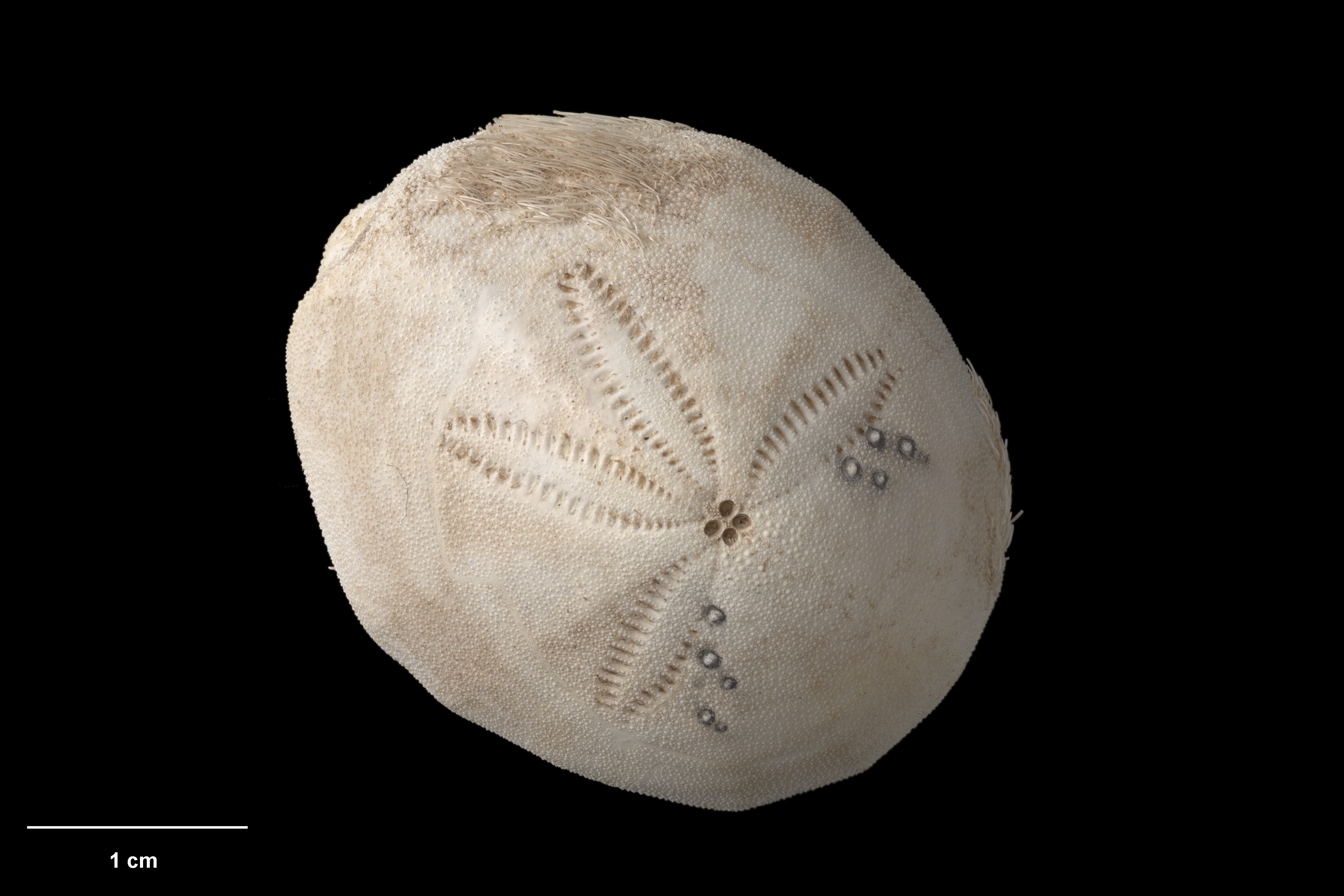
Eupatagus flindersi.
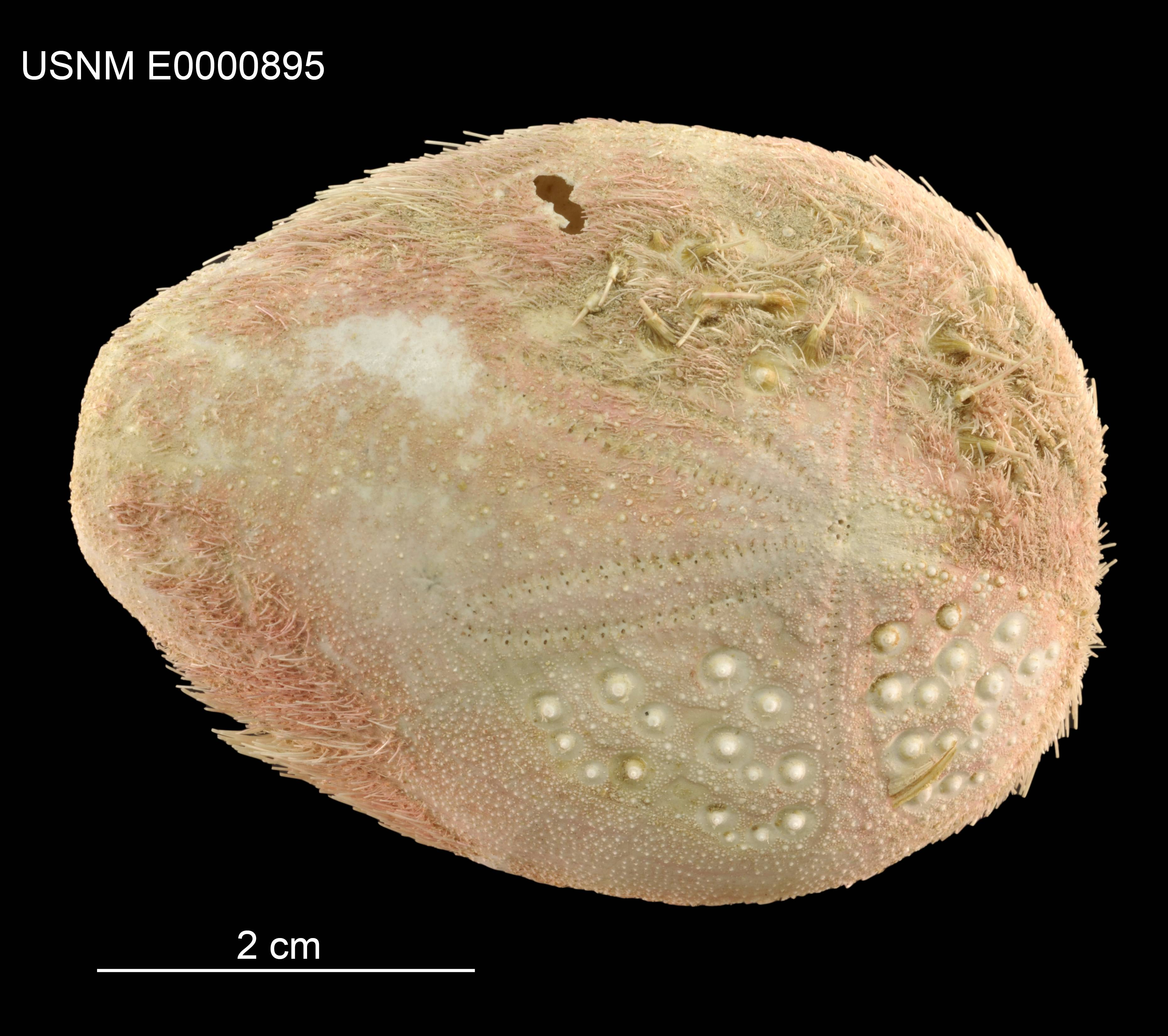
Eupatagus lymani.
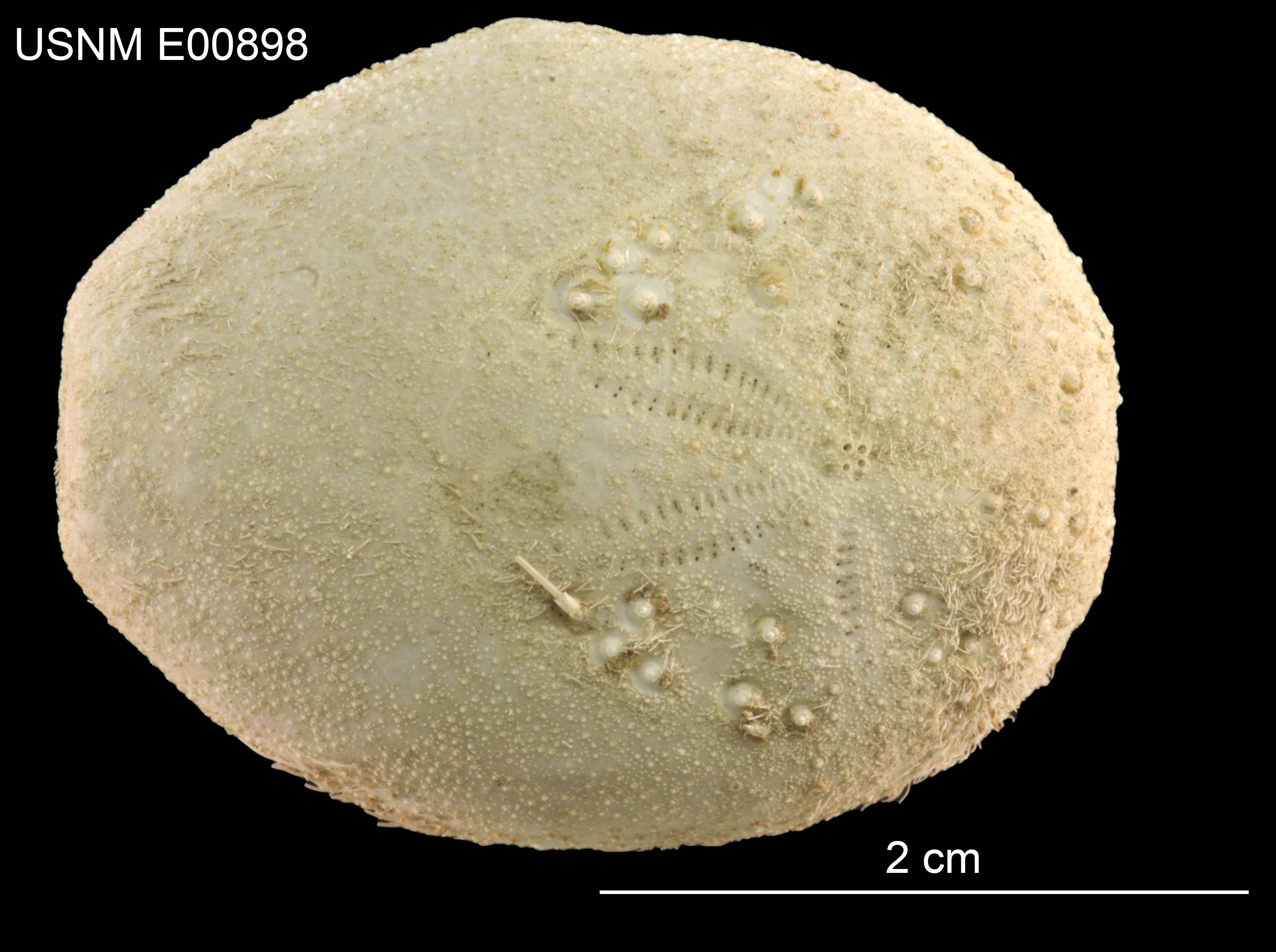
Eupatagus micropetalus.
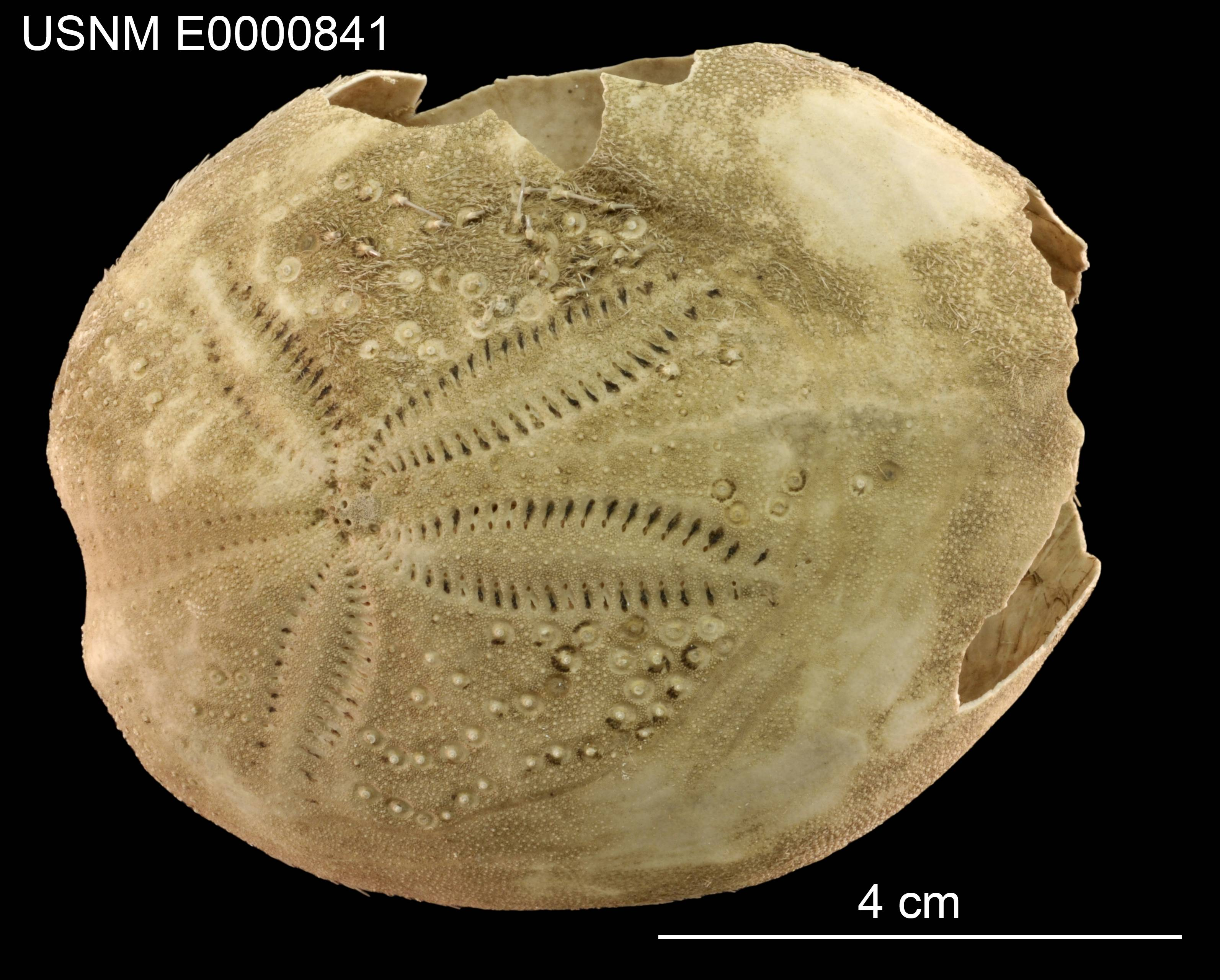
Eupatagus obscurus.
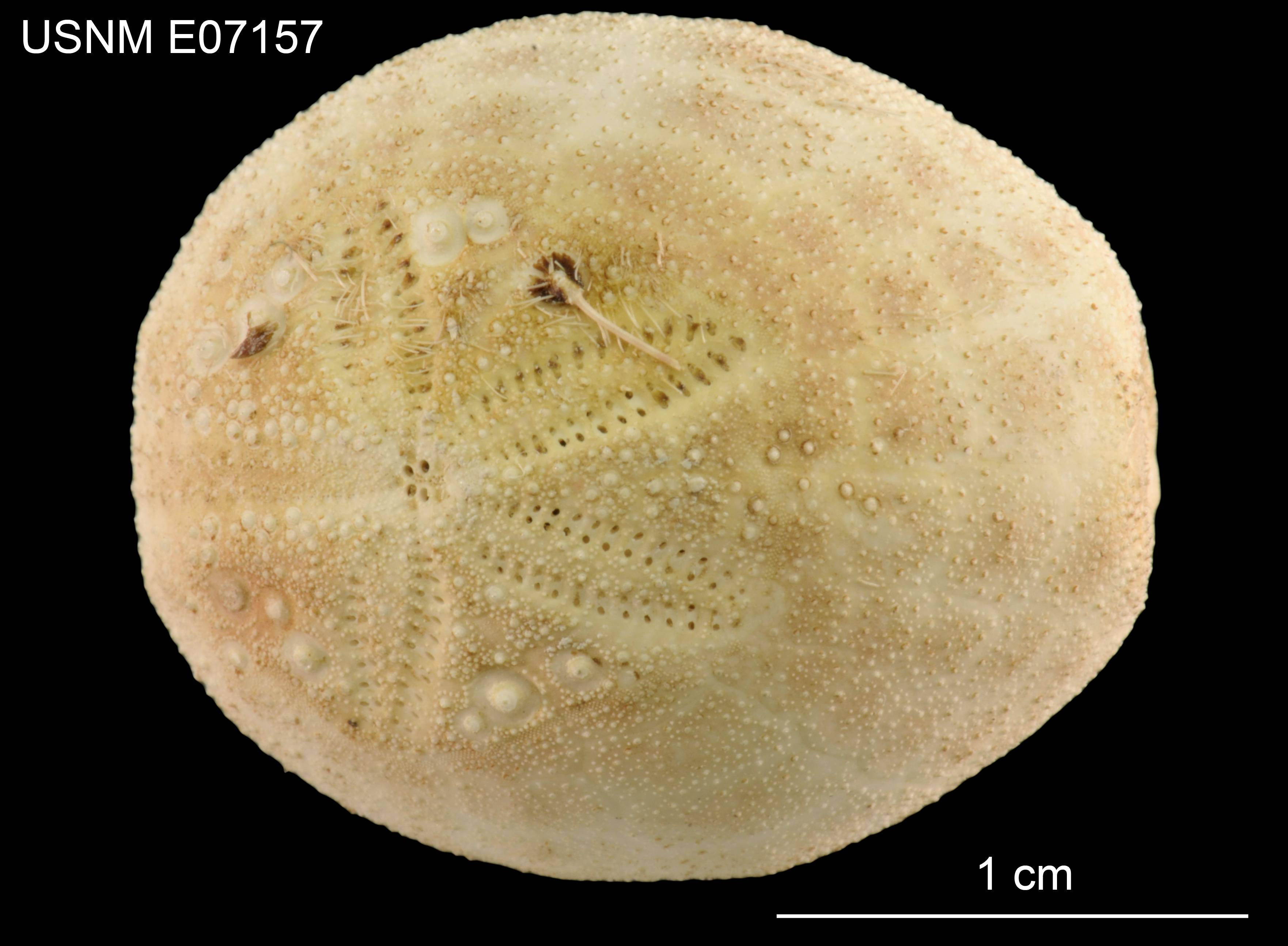
Eupatagus rubellus.